# Wacław Szujski
Wacław Szuyski (ur. 10 lutego 1881 w Tymowej, zm. 17 listopada 1951 w Podkowie Leśnej) – polski przedsiębiorca, polityk, senator II kadencji w II RP.
W wyborach parlamentarnych w 1928 roku został senatorem II kadencji (1928–1930), wybrany z listy BBWR w województwie warszawskim.
W latach 30. był m.in. prezesem rady nadzorczej spółki Gdynia–Ameryka Linie Żeglugowe (1935–1939) i członkiem rady nadzorczej Stoczni Gdańskiej. 
Jesienią 1939 został pozbawiony majątku Kraszewo i wysiedlony przez Niemców z mieszkania w Al. Ujazdowskich, zamieszkał wtedy przy ul. Filtrowej. Żona Aleksandra prowadziła komis dający im utrzymanie. Powstanie warszawskie zastało go na letnisku w Podkowie Leśnej. 
Ponieważ warszawskie mieszkanie uległo zniszczeniu, zamieszkał na stałe w Podkowie. Utrzymywał się z pracy żony, będącej organistką w miejscowym kościele parafialnym.